# Peter Hassenpflug
Peter Hassenpflug (* 1962) ist ein ehemaliger deutscher Volleyballspieler.

## Volleyball-Karriere
Hassenpflug spielte von 1980 bis 1989 Volleyball beim Bundesligisten USC Gießen, mit dem er dreimal Deutscher Meister wurde und den DVV-Pokal gewann. Mit dem Zweitligisten TuS Kriftel gelang dem Zuspieler 1990 der Bundesliga-Aufstieg. Hassenpflug war auch in der deutschen Nationalmannschaft aktiv.